# Шерцер, Иоганн Готфрид
Иоганн Готфрид Шерцер (нем. Johann Gottfried Scherzer; 1802 — 14 января 1870) — австрийский музыкальный мастер, специалист по изготовлению гитар.
Ученик Иоганна Георга Штауфера, он со временем перенял его мастерскую. Современники описывали Шерцера как «маленького худого человека, который всегда работал один, без помощников». Шерцер считается одним из первых гитарных мастеров, поставивших производство на научную основу. На инструментах его работы играли Иоганн Каспар Мерц и Николай Макаров. Среди экспериментов Шерцера, продолжавших эксперименты его учителя Штауфера, — десятиструнная гитара и так называемая контрагитара (с добавочным грифом без ладов) — один из инструментов этого типа был признан победителем на конкурсе, проведённом по инициативе Макарова в Брюсселе в 1852 году: по словам самого Макарова, эта гитара «была необыкновенно хороша и превзошла силою и певучестью тона все гитары, какие только видел и слышал я до тех пор».